# ISO 3166-2:CH
ISO 3166-2:CH – kody ISO 3166-2 dla kantonów w Szwajcarii.
Pierwsza część oznaczenia to kod Szwajcarii zgodnie z ISO 3166-1, natomiast druga część oznaczenia znajdująca się po myślniku to kod literowy jednostki administracyjnej.

## Kody ISO
| Kod ISO | Nazwa jednostki administracyjnej | Nazwa jednostki administracyjnej w języku niemieckim | Nazwa jednostki administracyjnej w języku francuskim | Nazwa jednostki administracyjnej w języku włoskim | Nazwa jednostki administracyjnej w języku retoromańskim | Rodzaj jednostki administracyjnej |
| ------- | -------------------------------- | ---------------------------------------------------- | ---------------------------------------------------- | ------------------------------------------------- | ------------------------------------------------------- | --------------------------------- |
| CH-AG   | Argowia                          | Aargau                                               | Argovie                                              | Argovia                                           | Argovia                                                 | kanton                            |
| CH-AR   | Appenzell Ausserrhoden           | Appenzell Ausserrhoden                               | Appenzell Rhodes-Extérieures                         | Appenzello Esterno                                | Appenzell Dadora                                        | kanton                            |
| CH-AI   | Appenzell Innerrhoden            | Appenzell Innerrhoden                                | Appenzell Rhodes-Intérieures                         | Appenzello Interno                                | Appenzell Dadens                                        | kanton                            |
| CH-BL   | Bazylea-Okręg                    | Kanton Basel-Landschaft                              | Canton de Bâle-Campagne                              | Cantone di Basilea Campagna                       | Chantun Basilea-Champagna                               | kanton                            |
| CH-BS   | Bazylea-Miasto                   | Kanton Basel-Stadt                                   | Canton de Bâle-Ville                                 | Cantone di Basilea Città                          | Chantun Basilea-Citad                                   | kanton                            |
| CH-BE   | Berno                            | Kanton Bern                                          | Canton de Berne                                      | Cantone di Berna                                  | Chantun Berna                                           | kanton                            |
| CH-FR   | Fryburg                          | Kanton Freiburg                                      | Canton de Fribourg                                   | Cantone di Friburgo                               | Chantun Friburg                                         | kanton                            |
| CH-GE   | Genewa                           | Republik und Kanton Genf                             | République et canton de Genève                       | Repubblica e Cantone di Ginevra                   | Republica ed il chantun Genevra                         | kanton                            |
| CH-GL   | Glarus                           | Kanton Glarus                                        | Canton de Glaris                                     | Cantone di Glarona                                | Chantun Glaruna                                         | kanton                            |
| CH-GR   | Gryzonia                         | Kanton Graubünden                                    | Canton des Grisons                                   | Cantone dei Grigioni                              | Chantun Grischun                                        | kanton                            |
| CH-JU   | Jura                             | République et canton du Jura                         | Republik und Kanton Jura                             | Repubblica e Cantone del Giura                    | Republica ed il chantun Giura                           | kanton                            |
| CH-LU   | Lucerna                          | Kanton Luzern                                        | Canton de Lucerne                                    | Cantone di Lucerna                                | Chantun Lucerna                                         | kanton                            |
| CH-NE   | Neuchâtel                        | Republik und Kanton Neuenburg                        | République et canton de Neuchâtel                    | Repubblica e Cantone di Neuchâtel                 | Republica ed il chantun Neuchâtel                       | kanton                            |
| CH-NW   | Nidwalden                        | Kanton Nidwalden                                     | Canton de Nidwald                                    | Cantone di Nidvaldo                               | Chantun Sutsilvania                                     | kanton                            |
| CH-OW   | Obwalden                         | Kanton Obwalden                                      | Canton d’Obwald                                      | Cantone di Obvaldo                                | Chantun Sursilvania                                     | kanton                            |
| CH-SG   | Sankt Gallen                     | Kanton St. Gallen                                    | Canton de Saint-Gall                                 | Cantone di San Gallo                              | Chantun Son Gagl                                        | kanton                            |
| CH-SZ   | Schwyz                           | Kanton Schwyz                                        | Canton de Schwytz                                    | Cantone di Svitto                                 | Chantun Sviz                                            | kanton                            |
| CH-SH   | Szafuza                          | Kanton Schaffhausen                                  | Canton de Schaffhouse                                | Cantone di Sciaffusa                              | Chantun Schaffusa                                       | kanton                            |
| CH-SO   | Solura                           | Kanton Solothurn                                     | Canton de Soleure                                    | Cantone di Soletta                                | Chantun Soloturn                                        | kanton                            |
| CH-TG   | Turgowia                         | Kanton Thurgau                                       | Canton Thurgovie                                     | Cantone di Turgovia                               | Chantun Turgovia                                        | kanton                            |
| CH-TI   | Ticino                           | Republik und Kanton Tessin                           | République et Canton du Tessin                       | Repubblica e Cantone del Ticino                   | Republica ed il chantun Tessin                          | kanton                            |
| CH-UR   | Uri                              | Kanton Uri                                           | Canton d’Uri                                         | Cantone di Uri                                    | Chantun Uri                                             | kanton                            |
| CH-VD   | Vaud                             | Kanton Waadt                                         | Canton de Vaud                                       | Cantone di Vaud                                   | Chantun Vad                                             | kanton                            |
| CH-VS   | Valais                           | Kanton Wallis                                        | Canton du Valais                                     | Cantone del Vallese                               | Chantun Vallais                                         | kanton                            |
| CH-ZG   | Zug                              | Kanton Zürich                                        | Canton de Zurich                                     | Cantone di Zurigo                                 | Chantun Turitg                                          | kanton                            |
| CH-ZH   | Zurych                           | Kanton Zug                                           | Canton de Zoug                                       | Cantone di Zugo                                   | Chantun Zug                                             | kanton                            |